# Kim Won-min
Đây là một tên người Triều Tiên, họ là Kim.
Kim Won-min (tiếng Hàn: 김원민; sinh ngày 12 tháng 8 năm 1987) là một cầu thủ bóng đá Hàn Quốc thi đấu ở vị trí tiền vệ cho FC Anyang ở K League 2.

## Sự nghiệp
Anh được lựa chọn bởi FC Anyang ở đợt tuyển quân K League 2013.